# Pürewdżargalyn Lchamdegd
Pürewdżargalyn Lchamdegd (mong. Пүрэвжаргалын Лхамдэгд; ur. 18 września 1986) – mongolska judoczka. Trzykrotna olimpijka. Zajęła siódme miejsce w Pekinie 2008, dziewiąte w Londynie 2012 i siedemnaste w Rio de Janeiro 2016. Walczyła w wadze półciężkiej.
Siódma na mistrzostwach świata w 2010; uczestniczka zawodów w 2005, 2007, 2009, 2011 i 2015, a także zdobyła brązowy medal w drużynie. Startowała w Pucharze Świata w latach 2007–2011, 2015 i 2016. Brązowa medalistka igrzysk azjatyckich w 2006 i piąta w 2010. Zdobyła siedem medali na mistrzostwach Azji w latach 2007 - 2016. Wicemistrzyni Uniwersjady w 2009. Trzecia na mistrzostwach Azji Wschodniej w 2006 roku.

## Letnie Igrzyska Olimpijskie 2008
| Konkurencja | Eliminacje         | Repasaże                   | Repasaże                  | Repasaże                  | Klas. końcowa |
| Konkurencja | Przeciwnik I       | Przeciwnik I               | Przeciwnik II             | Przeciwnik III            | Miejsce       |
| ----------- | ------------------ | -------------------------- | ------------------------- | ------------------------- | ------------- |
| 78 kg       | Yang Xiuli (CHN) P | Elena Proskurakova (KGZ) Z | Marylise Lévesque (CAN) Z | Edinanci da Silva (BRA) P | 7.            |

## Letnie Igrzyska Olimpijskie 2012
| Konkurencja | Eliminacje            | Klas. końcowa |
| Konkurencja | Przeciwnik I          | Miejsce       |
| ----------- | --------------------- | ------------- |
| 78 kg       | Gemma Gibbons (GBR) P | 9.            |

## Letnie Igrzyska Olimpijskie 2016
| Konkurencja | Eliminacje         | Klas. końcowa |
| Konkurencja | Przeciwnik I       | Miejsce       |
| ----------- | ------------------ | ------------- |
| 78 kg       | Abigél Joó (HUN) P | 17.           |